# 西梅翁·巴维耶
西梅翁·巴维耶（法語：Simeon Bavier，1825年9月16日—1896年1月27日）是一位瑞士政治家，瑞士联邦委员会委员（1878年-1883年）。他于1878年12月10日当选为联邦委员会委员，至1883年1月5日辞职。西梅翁·巴维耶是瑞士自由民主党成员。
在任期内，他主要主持领导了以下部门的工作：
- 财政部（1879年）
- 邮政与铁道部（1880年-1881年）
- 政治部（1882年）

西梅翁·巴维耶于1882年出任瑞士联邦总统。

## 外部連結
- Chantal Lafontant: Simeon Bavier在線上《瑞士歷史辭典》中的德文、法文或版詞條。